# 布勒尔维尔
布勒尔维尔（法語：Bleurville，法語發音：[blœʁvil] ⓘ）是法国大東部大區孚日省的一个市镇，属于埃皮纳勒区。

## 地理
布勒尔维尔（48°3'38"N, 5°57'47"E）面积20.25 平方千米，位于法国大東部大區孚日省，该省份为法国东北部内陆省份，北起默兹省和默尔特-摩泽尔省，西接上马恩省，南至上索恩省和贝尔福地区省，东临上莱茵省和下莱茵省。
与布勒尔维尔接壤的市镇（或旧市镇、城区）包括：马雷、索恩河畔蒙蒂勒、农维尔、普罗旺谢尔-莱达尔内、圣于连、瑟罗库尔、蒂涅库尔、维维耶勒格拉、阿蒂尼。

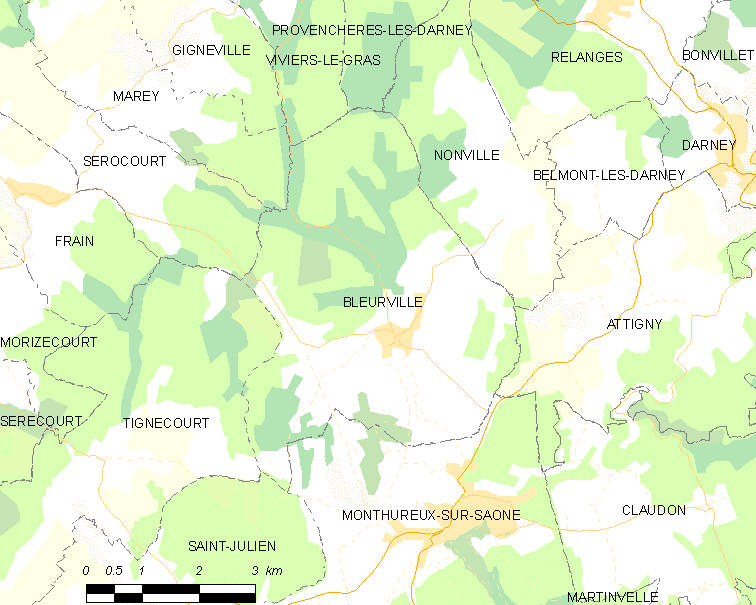
布勒尔维尔的OSM定位图

布勒尔维尔的时区为UTC+01:00、UTC+02:00（夏令时）。

## 行政
布勒尔维尔的邮政编码为88410，INSEE市镇编码为88061。

## 政治
布勒尔维尔所属的省级选区为达尔内县。

## 人口

1962-2008年间布勒尔维尔人口变化图示

布勒尔维尔于2022年1月1日时的人口数量为285人。